# Gare de Nyergesújfalu felső
La gare de Nyergesújfalu felső (en hongrois : Nyergesújfalu felső vasútállomás) est une halte ferroviaire hongroise, située à Nyergesújfalu.